# 学校法人聖母女学院
学校法人聖母女学院（がっこうほうじんせいぼじょがくいん）は、京都市伏見区に本部を置くキリスト教カトリック系の学校法人である。

## 概要
学校法人聖母女学院はキリスト教カトリック系のヌヴェール愛徳及びキリスト教的教育修道会（フランス）により創立したカトリックミッションスクールである。
現在の大阪市中央区にあるカトリック玉造教会にて創立。その後現在の大阪府寝屋川市へ移転。さらにその後京都市伏見区に姉妹校を設置し、同地に法人事務局を置いている。
保育園・幼稚園から高等学校までを運営する総合学園であり、京都・藤森キャンパス（京都市伏見区）と大阪・香里キャンパス（大阪府寝屋川市）を保有している。以前は聖母女学院短期大学も運営していたが2018年に閉学した。

## 沿革
（沿革節の主要な出典は公式サイト）
- 1921年（大正10年） - フランスよりメール・マリー・クロチルド・リュチニエ（学院創設者)はじめ7人の修道女が来日。
- 1923年（大正12年） - 大阪市東区（現・中央区）に聖母女学院が開学。
- 1925年（大正14年） - 聖母女学院高等女学校開校。
- 1932年（昭和7年） - 大阪府北河内郡友呂岐村（現・寝屋川市）へ聖母女学院高等女学校が移転。同地に聖母女学院小学校開校。
- 1947年（昭和22年） - 学制改革により、聖母女学院中学校開校。
- 1948年（昭和23年） - 学制改革により、聖母女学院高等学校開校。
- 1949年（昭和24年） - 京都市伏見区に聖母女学院小学校・同中学校開校。
- 1951年（昭和26年） - 京都市伏見区に聖母女学院幼稚園開園。
- 1952年（昭和27年） - 京都市伏見区に聖母女学院高等学校開校。
- 1960年（昭和35年） - 大阪府枚方市に聖母女学院幼稚園開園。藤森キャンパスの各学校が「女」を廃して校名変更。

| 新校名           | 旧校名                             |
| ---------------- | ---------------------------------- |
| 聖母学院高等学校 | 聖母女学院高等学校（京都市伏見区） |
| 聖母学院中学校   | 聖母女学院中学校（京都市伏見区）   |
| 聖母学院小学校   | 聖母女学院小学校（京都市伏見区）   |
| 聖母学院幼稚園   | 聖母女学院幼稚園（京都市伏見区）   |

- 1962年（昭和37年） - 大阪府寝屋川市に聖母女学院短期大学開学。
- 1968年（昭和43年） - 京都市伏見区に聖母女学院短期大学の新学科を設置。
- 1981年（昭和56年） - 京都市伏見区に聖母女学院短期大学を統合。
- 1991年（平成3年） - 聖母女学院小学校を大阪聖母学院小学校へ校名変更。
- 1994年（平成6年） - 聖母女学院幼稚園休園。
- 1998年（平成10年） - 聖母女学院幼稚園廃園。
- 2011年（平成23年） - 藤森キャンパスの各学校が「京都」を、聖母女学院中学校・同高等学校が「大阪」をそれぞれ冠して校名変更。

| 新校名                 | 旧校名             |
| ---------------------- | ------------------ |
| 京都聖母女学院短期大学 | 聖母女学院短期大学 |
| 京都聖母学院高等学校   | 聖母学院高等学校   |
| 京都聖母学院中学校     | 聖母学院中学校     |
| 京都聖母学院小学校     | 聖母学院小学校     |
| 京都聖母学院幼稚園     | 聖母学院幼稚園     |
| 大阪聖母女学院高等学校 | 聖母女学院高等学校 |
| 大阪聖母女学院中学校   | 聖母女学院中学校   |

※聖母女学院高等女学校は学制改革により聖母女学院中学校および聖母女学院高等学校に再編成された。
- 2017年（平成29年） - 大阪聖母女学院中学校・同高等学校を香里ヌヴェール学院中学校・同高等学校へ校名変更し、男女共学化。大阪聖母学院小学校を香里ヌヴェール学院小学校へ校名変更。

| 新校名                     | 旧校名                 |
| -------------------------- | ---------------------- |
| 香里ヌヴェール学院高等学校 | 大阪聖母女学院高等学校 |
| 香里ヌヴェール学院中学校   | 大阪聖母女学院中学校   |
| 香里ヌヴェール学院小学校   | 大阪聖母学院小学校     |

※なお、小学校は1988年に共学化されている。
- 2018年（平成29年）
  - 4月 - 京都市伏見区に聖母インターナショナルプリスクールおよび京都聖母学院保育園開園。
  - 9月 - 京都聖母女学院短期大学閉学。
- 2024年（令和6年） - テンプル大学ジャパンキャンパスと旧短期大学のマリアンホールと別館にキャンパス開設で合意[3]。

## 設置校
- 京都・藤森キャンパス
  - 京都聖母学院中学校・高等学校
  - 京都聖母学院小学校
  - 京都聖母学院幼稚園
  - 聖母インターナショナルプリスクール
  - 京都聖母学院保育園
- 大阪・香里キャンパス
  - 香里ヌヴェール学院中学校・高等学校
  - 香里ヌヴェール学院小学校

## 文化財
登録有形文化財（国登録）
- 藤森キャンパス - 第16師団 (日本軍)の敷地の払い下げを受けたもの。本館は1908年（明治41年）8月に竣工した司令部庁舎の建物を継承、2016年2月25日に、国登録文化財（有形文化財建造物）に登録。
- 香里キャンパス - 1932年（昭和7年）竣工、アントニン・レーモンドによる設計、1997年5月29日に国登録文化財（有形文化財建造物）に登録。